# Al-Mughira ibn Shu'ba
Abu Abd Allah al-Mughira ibn Shu'ba ibn Abi Amir ibn Mas'ud al-Thaqafi (en arabe : المغيرة بن شعبة بن أبي عامر بن مسعود الثقفي (Abū ʿAbd Allāh al-Mughīra ibn Shuʿba ibn Abī ʿĀmir ibn Masʿūd al-Thaqafī); (né vers 600, mort en 671) est un important compagnon du prophète de l'islam Mahomet. Il appartient à la tribu Thaqif (en) de Taëf, qui font partie de l'élite des débuts de l'histoire islamique. Il devient gouverneur de Koufa, l'une des deux principales garnisons arabes et centres administratifs d'Irak sous le calife Omar en 642-645. Il devient à nouveau gouverneur de Koufa sous le calife omeyyade Muʿawiya Ier de 661 jusqu'à sa mort en 671. Lors de son second mandat, il dirige avec une quasi-indépendance vis-à-vis du calife.

## Biographie

### Jeunesse
Al-Mughira est le fils de Shu'ba ibn Abi Amir et appartient au clan Banu Mu'attib de la tribu Thaqif (en) de Taëf. Son clan fait partie des protecteurs traditionnels du sanctuaire de al-Lat, l'une des nombreuses divinités des Arabes polythéistes vénérées dans l'Arabie préislamique. Al-Mughira est également le neveu d'Urwa ibn Mas'ud (en), l'un des compagnon du prophète de l'islam Mahomet. À la suite de l'exil de ce dernier et de la jeune communauté musulmane à Médine, al-Mughira, lui même exilé de Taëf pour avoir agressé et volé ses associés dans leur sommeil alors qu'ils voyageaient ensemble, lui offre ses services. Mahomet tire alors profit de son ralliement pour persuader les Thaqif de se convertir à l'Islam.
Al-Mughira participe à la tentative de pèlerinage à la Mecque des musulmans arrêtée par les Qoreychites à Houdaybiya en avril 628. Plus tard, quand Taëf se soumet à l'autorité musulmane en 630, al-Mughira supervise la démolition du sanctuaire d'al-Lat.

### Service sous les califes bien-guidés
Mahomet meurt en 632 et la gouvernance de l'État musulman naissant passe à Abou Bakr (règne de 632 à 634), qui confie à al-Mughira certaines fonctions administratives. Les postes les plus importants du gouvernement reviennent à des membres de la tribu des Quraysh, à laquelle appartiennent Mahomet et Abou Bakr. À la bataille du Yarmouk en août 636, al-Mughira perd l'usage d'un de ses yeux. Le calife Omar (règne de 634 à 644), bien que se méfiant de la morale laxiste d'al-Mughira, le nomme gouverneur de Bassorah, une ville de garnison fondée par les Arabes qui sert d'avant-poste pour la conquête musulmane de la Perse. Pendant son mandat, al-Mughira est accusé, avec d'abondantes preuves, de commettre l'adultère. Au lieu de la lapidation, punition usuelle, Omar opte pour une mesure moins drastique : la révocation de son mandat. Dans les sources musulmanes traditionnelles, al-Mughira aurait marié et divorcé 300, 700 ou 1 000 femmes.
En 642, Omar nomme al-Mughira gouverneur de Koufa, une autre ville de garnison arabe en Irak. Deux ans plus tard, un ancien esclave d'al-Mughira, un certain Abu Lu'lu'a, assassine Omar alors qu'il priait à Médine. Son successeur, le calife Othmân (règne de 644 à 656) garde al-Mughira à son poste pour une année supplémentaire avant de le remplacer par Sa`d ibn Abi Waqqas. Al-Mughira se retire de la vie publique et retourne à Taëf lors du califat d'Ali (règne de 656 à 661) après l'assassinat d'Othmân en 656. 
Depuis sa ville d'origine, il observe les évènements chaotiques de la première guerre civile des musulmans entre les soutiens d'Ali, qui fait de Koufa sa capitale, et la majeure partie des Quraysh qui s'opposent à son califat. Lorsqu'Ali et Mu'awiya ibn Abi Sufyan, le gouverneur de Syrie ayant pris fait et cause pour venger la mort de son parent omeyyade Othman, décident de suspendre la bataille de Siffin pour recourir à un arbitrage en 657, al-Mughira, sans y être invité par les parties, assiste aux entretiens à Adhruh (ca).

### Gouverneur omeyyade de Koufa
Dans le chaos qui suit l'assassinat d'Ali en 661, al-Mughira aurait falsifié une lettre de Mu'awiya, qui depuis a revendiqué le califat, donnant à al-Mughira la responsabilité de conduire le pèlerinage annuel à La Mecque (hajj). Pour l'orientaliste Henri Lammens, la « morale choquante » d'al-Mughira, son absence de liens avec les Alides (parents et partisans d'Ali), sa non-participation aux « jalousies des Quraysh, ainsi que  l'étroitesse d'esprit des ansâr » (une autre faction de l'élite musulmane), et l'appartenance à « l'intelligente et entreprenante tribu des Thaqif », attirent l'attention de Mu'awiya qui le nomme à nouveau gouverneur de Koufa en 661.
Al-Mughira est connu dans la tradition comme l'un des principaux personnages « astucieux » de son époque « qui pourrait se sortir de la difficulté la plus désespérée ». Il arrive en effet à maintenir une relation relativement cordiale avec les influents Alides de Koufa et les utilise pour contrer leurs ennemis communs, les kharijites. Ces derniers, anciens soutiens d'Ali ayant fait défection au moment de l'arbitrage avec Mu'awiya, sont à l'origine de l'assassinat d'Ali et continuent à se rebeller contre les autorités en Irak. D'après Henri Lammens, « en les opposant les uns aux autres [les Alides et les kharijites], il rend inoffensifs les agents du désordre les plus dangereux dans sa province ». De plus, en « combinant la douceur et l'astuce, et en sachant quand fermer les yeux, al-Mughira réussit à éviter des mesures désespérées » contre les factions politiques turbulentes en Irak et parvient ainsi à maintenir son mandat. 
L'historien du IXe siècle Al-Balâdhurî mentionne dans son Livre de la généalogie des nobles (arabe : الأشراف (Ansab al-Ashraf)) qu'al-Mughira aurait eu l'habitude de dire « Allah, maudit le [c'est-à-dire Ali], car il a désobéi à ce qui est dans Ton Livre et a abandonné la sunnah de Ton Prophète, a divisé l'unité, a versé du sang et a été tué en tant qu'oppresseur ».

### Mort
Al-Mughira meurt de la peste entre 668 et 671 à l'âge de 70 ans. Pour les historiens al-Waqidi (mort en 823) et Al-Mada'ini (en) (mort en 843), al-Mughira meurt en août ou septembre 670. Ziyad ibn Abi Sufyan, qu'il avait préparé comme son successeur, lui succède à Koufa. Plus tard, après être devenu gouverneur d'Irak en 694, al-Hajjaj ben Yusef nomme les fils d'al-Mughira, al-Mutarrif, Urwa et Hamza comme gouverneurs adjoints respectivement à al-Mada'in, Koufa et Hamadan en raison de leur ascendance Thaqafi commune.